# Scytodes florifera
Espèce
Scytodes florifera est une espèce d'araignées aranéomorphes de la famille des Scytodidae.

## Distribution
Cette espèce est endémique de Chine.

## Publication originale
- Yin, Peng, Yan, Bao, Xu, Tang, Zhou & Liu, 2012 : Fauna Hunan: Araneae in Hunan, China. Hunan Science and Technology Press, Changsha, p. 1-1590.